# Ixchela
Genre
Ixchela est un genre d'araignées aranéomorphes de la famille des Pholcidae.

## Distribution
Les espèces de ce genre se rencontrent au Mexique et en Amérique centrale.

## Liste des espèces
Selon World Spider Catalog (version 21.0, 18/03/2020) :
- Ixchela abernathyi (Gertsch, 1971)
- Ixchela azteca Valdez-Mondragón & Francke, 2015
- Ixchela franckei Valdez-Mondragón, 2013
- Ixchela furcula (F. O. Pickard-Cambridge, 1902)
- Ixchela grix Valdez-Mondragón, 2013
- Ixchela huasteca Valdez-Mondragón, 2013
- Ixchela huberi Valdez-Mondragón, 2013
- Ixchela jalisco Valdez-Mondragón & Francke, 2015
- Ixchela juarezi Valdez-Mondragón, 2013
- Ixchela mendozai Valdez-Mondragón & Francke, 2015
- Ixchela mixe Valdez-Mondragón, 2013
- Ixchela panchovillai Valdez-Mondragón, 2020
- Ixchela pecki (Gertsch, 1971)
- Ixchela placida (Gertsch, 1971)
- Ixchela purepecha Valdez-Mondragón & Francke, 2015
- Ixchela santibanezi Valdez-Mondragón, 2013
- Ixchela simoni (O. Pickard-Cambridge, 1898)
- Ixchela taxco Valdez-Mondragón, 2013
- Ixchela tlayuda Valdez-Mondragón & Francke, 2015
- Ixchela tzotzil Valdez-Mondragón, 2013
- Ixchela viquezi Valdez-Mondragón, 2013
- Ixchela zapatai Valdez-Mondragón, 2020

## Publication originale
- Huber, 2000 : New World pholcid spiders (Araneae: Pholcidae): A revision at generic level.Bulletin of the American Museum of Natural History, no 254, p. 1-348 (texte intégral).